# 全州大学校
全州大学校（チョンジュだいがっこう、英称: Jeonju University）は、全北特別自治道全州市完山区孝子洞に本部を置く大韓民国の私立大学である。1964年に設置された。大学の略称は全大。
キリスト教精神の体現を建学理念に掲げるキリスト教大学である。

## 歴史
全州大学校は康弘模が設立した永生学園が始まりである。1964年1月、永生学園は既成労働世代の教育のための夜間大学として全州永生大学に改編される。運営団体は学校法人永生学館、初代学長はカーロー (Carlow. M. E)であり、国語国文学科、英語英文学科、家政学科、法学科、商学科が設置された。1977年12月、昼間大学の設置認可が下り、翌1978年10月に全州大学に改編される。1983年9月、総合大学に昇格し、全州大学校となった。
1984年、新東亜グループが学校法人永生学園を引き受け、新東亜学院となる。

## 組織

### 学部
- 人文大学
  - 敬拝と賛揚学科　教会実用教育学科　国語国文学専攻　歴史文化コンテンツ専攻　英米言語文化専攻　日本言語文化専攻　中国言語文化専攻
- 師範大学
  - 教育学科　国語教育課　数学教育課　英語教育課　科学教育課　家政教育課　漢文教育課　中等特殊教育課
- 社会科学大学
  - 警察行政学専攻　法学専攻　文献情報学専攻　社会福祉学専攻　相談学専攻　行政学専攻
- 経営大学
  - 経済学科　経営管理専攻　広告広報専攻　物流・貿易専攻　総合ファイナンス専攻　会計税務専攻　金融保健学専攻　不動産学専攻
- 代替医学大学
  - 看護学科　物理治療学科　放射線学科　芸術治療学科　職業治療学科　リハビリ学科　健康管理専攻　健康機能食品専攻　代替療法専攻　環境保健専攻
- 工科大学
  - 建築工学科　建築工学科(5年制)　機械自動車工学科　ナノ新素材工学科　消防安全工学科　生産デザイン工学科　土木環境工学科　コンピュータ工学科　電気電子工学専攻　情報通信工学専攻
- 芸体能大学
  - 都市環境美術学科　音楽学科　韓紙文化産業学科　リビングデザイン専攻　産業デザイン専攻　レジャースポーツ専攻　運動処方専攻　サッカー専攻　テコンドー専攻
- 文化観光大学
  - 外食産業学科　観光情報専攻　伝統飲食文化専攻　ファッション産業専攻　ホテル経営専攻
  - 師範大学
  - 家政教育科　科学教育科　国語教育科　数学教育科　英語教育科　中等特殊教育科　漢文教育科
- 文化産業大学
  - ゲーム学科　公演エンターテイメント学科　マルチメディア専攻　情報システム専攻　マンガアニメーション専攻　視覚デザイン専攻　映画映像専攻
- 教養学部
  - 教養学部

## 大学院
- 一般大学院
  - 人文社会系列
    - 国語国文学科　英語英文学科　文献情報学科　史学科　法学科　行政学科　不動産学科　警察行政学科　経営学科　中国通商学科　金融保健学科　統計学科

  - 自然科学系列
    - 数学科　化学科　生命科学科　EM学科　代替医学科　

  - 工学系列
    - 産業工学科　コンピュータ工学科　土木環境学科　都市工学科　情報通信工学科　電気電子工学科　建設工学科　メカトロニクス　

  - 芸体能系列
    - 音楽学科　美術学科　体育学科
- 行政大学院
  - 行政学科　警察行政学科　不動産学科　社会福祉学科　都市開発学科　政治外交学科　言論広報学科
- 経営大学院
  - 経営管理学科　中小企業学科　流通経営学科　観光経営学科　税務学科　国際経営学科　韓紙文化産業学科　外食産業経営学科　芸術経営学科　映像経営学科　金融保健学科
- 教育大学院
  - 国語教育専攻　英語教育専攻　中国語教育専攻　漢文教育専攻　歴史教育専攻　教育行政専攻　教育方法専攻　数学教育専攻　物理教育専攻　化学教育専攻　コンピュータ教育専攻　音楽教育専攻　美術教育専攻　体育教育専攻
- 文化産業大学院
  - 産業工学科　コンピュータ工学科　機械工学科　建築工学科　産業デザイン科　土木環境工学科
- 宣教神学大学院
  - 神学科
- 相談大学院
  - 進路・職業相談学科　結婚・家族相談学科　児童・青少年相談学科
- 代替医学大学院
  - 心身療法専攻　栄養食品療法専攻　自然手技療法　芸術療法
- エネルギー大学院
  - 風力発電専攻　太陽光発電専攻　電子電光　廃棄物政策・監理専攻　エネルギー政策・管理専攻